# Misungwi
Misungwi è una circoscrizione mista (mixed ward) della Tanzania situata nel distretto di Misungwi, regione di Mwanza. Conta una popolazione di 30 728 abitanti (censimento 2012).